# Marie Claire
Marie Claire é uma revista feminina criada na França em 1937, por iniciativa do empresário Jean Prouvost e da jornalista Marcelle Auclair. Publicada semanalmente naquele período, teve sua circulação interrompida durante a Segunda Guerra Mundial, sendo retomada em outubro de 1954 como uma publicação mensal, mantendo os mesmos fundadores e proposta editorial.
Atualmente, pertence ao grupo francês Groupe Marie Claire e está presente em 31 países, com edições adaptadas aos respectivos idiomas.
A revista aborda temas relacionados a moda, comportamento e atualidades. Sob o slogan “Chique é ser inteligente”, adota uma linha editorial que inclui reportagens sobre questões sociais, direitos humanos e o papel da mulher na sociedade contemporânea.
Voltada ao público feminino adulto, não delimita sua audiência por faixa etária ou estado civil, o que permite a inclusão de conteúdos diversos nas áreas de moda, beleza, saúde, sexualidade e turismo. A publicação também apresenta depoimentos, crônicas, reportagens de cunho social, político e cultural, além de entrevistas com personalidades de diferentes áreas.

## Marie Claire Brasil
A edição brasileira de Marie Claire começou a circular em 1991, com publicação mensal pela Editora Globo. Desde o início, manteve o foco em pautas relevantes para o público feminino, combinando jornalismo aprofundado com editoriais de moda e conteúdo sobre estilo de vida. A revista destacou-se por entrevistas exclusivas, reportagens investigativas e ensaios fotográficos, sempre com uma abordagem centrada em perspectivas femininas diversas.

## Primeiros Anos
A edição de estreia, em 1991, trouxe a modelo Cristina Cascardo na capa, acompanhada de um texto de Matinas Suzuki Jr. e uma entrevista conduzida por Lucy Dias com a atriz Vera Fischer.
Nos primeiros dez anos, a revista entrevistou diversas figuras da cultura brasileira, incluindo: Hilda Hilst, Lobão, Gilberto Gil, Vânia Toledo, Walter Hugo Khouri, Stella de Oxóssi, Ruth Escobar, Danuza Leão, Nana Caymmi, Baby Consuelo, Angela Ro Ro, Fernanda Torres, Ney Matogrosso, Rita Lee, Carlinhos Brown, Plínio Marcos, Lucinha Araújo, Renato Russo, Elza Soares, Norma Bengell, Cauby Peixoto, Marília Gabriela, Caio Fernando Abreu, Pierre Verger, Glória Perez, Vera Holtz, Orides Fontela, Rita Cadillac, Marta Suplicy, Costanza Pascolato, Roberta Close, Nélida Piñon, Adélia Prado, Pedro Bial, Chico Buarque, Rosane Collor, Marília Pêra, Maria Bethânia e Marina Lima.
A equipe de jornalistas incluía nomes como Fernando Morais, José Ruy Gandra, Marco Uchôa, Fernando Gabeira e Maurício Kubrusly.

## Edições de Destaque
Em outubro de 1995, Gisele Bündchen, ainda no início da carreira, apareceu pela primeira vez na capa da revista, em ensaio fotográfico de Cristiano Mascaro.
Outras edições notáveis incluem a de julho de 2018, que homenageou os 110 anos da imigração japonesa no Brasil; a entrevista com a escritora Chimamanda Ngozi Adichie, em 2019; e a edição de março de 2020, com a atriz Isabella Rossellini.

## Editorias e Campanhas
Uma das seções de maior repercussão foi “Eu, leitora”, que apresenta relatos em primeira pessoa de mulheres sobre experiências marcantes.
A revista também participou de campanhas globais voltadas à promoção da igualdade de gênero, combate à violência contra a mulher e inclusão. Sua linha editorial equilibra estética e responsabilidade social, mantendo-se como uma referência no segmento de publicações femininas e na valorização das múltiplas identidades femininas.

## Prêmios
Prêmio ExxonMobil de Jornalismo (Esso)
- 1995: Esso de Melhor Contribuição à Imprensa, "Pela nova dimensão conferida ao jornalismo dirigido ao público feminino, na identificação, apuração e tratamento de temas que transcendem a abordagem meramente especializada"[15]

Prêmio Vladimir Herzog
Pêmio Vladimir Herzog de Revista
| Ano  | Obra               | Veículo de mídia     | Autor             | Resultado |
| ---- | ------------------ | -------------------- | ----------------- | --------- |
| 2010 | "Escravas da moda" | Revista Marie Claire | Maria Laura Neves | Venceu    |

Lorenzo Natali Awards - oferecido pela União Europeia
| Ano  | Obra            | Veículo de mídia     | Autor             | Resultado |
| ---- | --------------- | -------------------- | ----------------- | --------- |
| 2010 | "Terra sem lei" | Revista Marie Claire | Maria Laura Neves | Venceu    |